# وستفیلد (ماساچوست)
وستفیلد، ماساچوست
وستفیلد(به انگلیسی: Westfield) شهرکی در شهرستان همپدن ایالت ماساچوست می‌باشد که در سال ۱۶۶۹ بنیان‌گذاری شده‌است. این شهرک در سرشماری سال ۲۰۱۰ میلادی، ۴۱٬۰۹۴ نفر جمعیت داشته‌است.

## نگارخانه

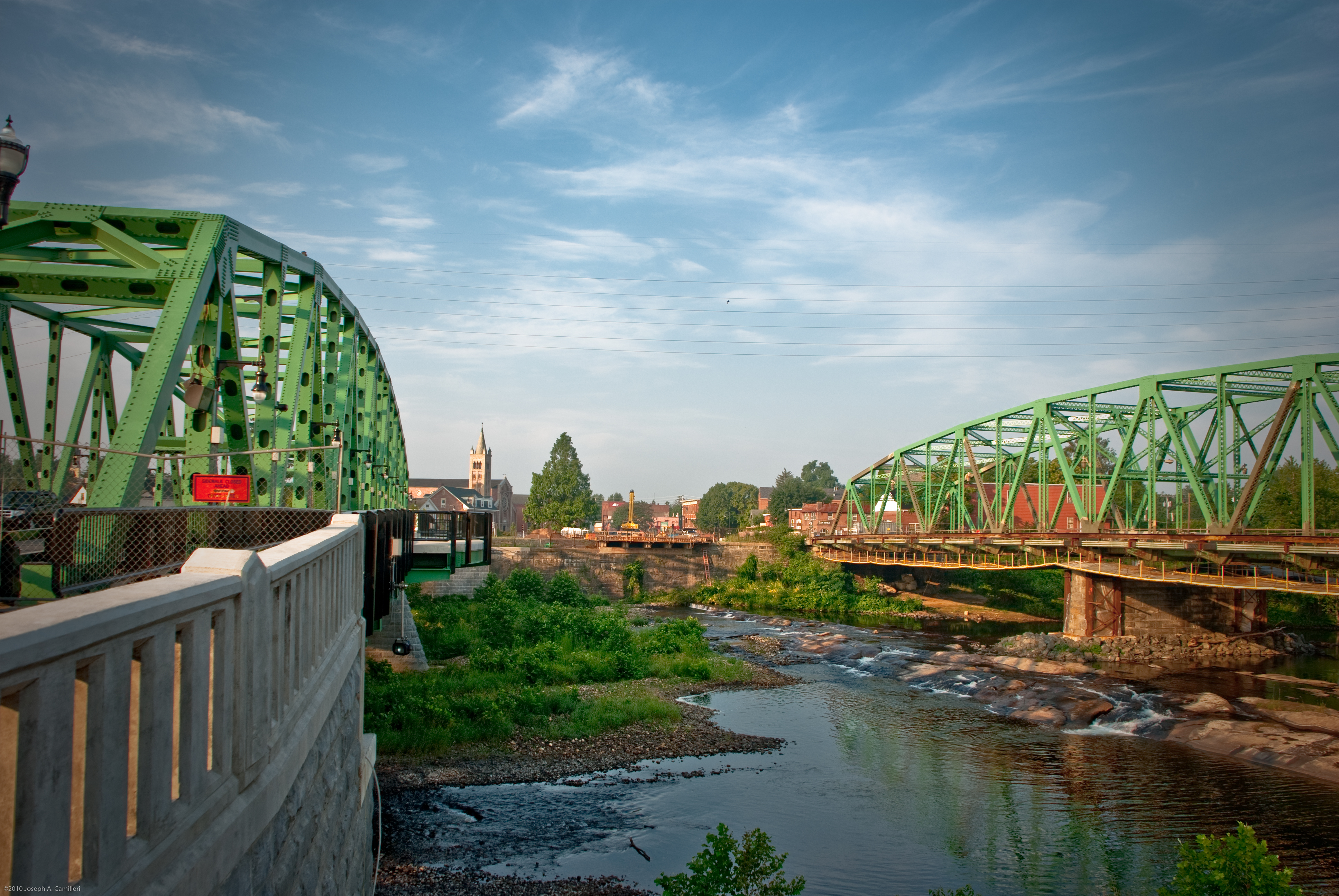